# Lepus tibetanus
Lepus tibetanus este o specie de mamifere din familia iepurilor, Leporidae, care viețuiește în nord-vestul Chinei și în țări adiacente acesteia. Populează pășuni și locuri cu arbuști din zone de deșert și de semideșert. Uniunea Internațională pentru Conservarea Naturii a clasificat specia drept neamenințată cu dispariția.

## Taxonomie
Lepus tibetanus a fost plasată în anul 1964 în subgenul Proeulagus de către Gromov. Heptner a considerat în anul 1934 că iepurele de câmp (Lepus europaeus), Lepus tolai și Lepus tibetanus sunt aceeași specie, dar ideea a fost respinsă în anul 1966 de Ognev. A fost anterior considerată și subspecie a iepurelui Capului (Lepus capensis). Există cinci subspecii recunoscute ale speciei Lepus tibetanus conform ediției a treia a Mammal Species of the World:
- Lepus tibetanus tibetanus (Waterhouse, 1841)
- Lepus tibetanus centrasiaticus (Satunin, 1907)
- Lepus tibetanus craspedotis (Blanford, 1875)
- Lepus tibetanus pamirensis (Günther, 1875)
- Lepus tibetanus stoliczkanus (Blanford, 1875)

Totuși, o analiză moleculară a dus la atribuirea subspeciei centrasiaticus speciei L. tolai, iar Smith et al. (2018) consideră că L. tibetanus nu are subspecii.

## Descriere
Lepus tibetanus este o specie cu constituție fragilă și un cap mic. Lungimea capului și a corpului acestui iepure poate ajunge până la circa 400–480 mm, cu o coadă de circa 87–109 mm. Zona șoldului este cenușie iar abdomenul este alb-gălbui. Ochii sunt înconjurați de o piele palidă și urechile sunt mari, căptușite în interior cu smocuri de păr, și au culoare neagră. Labele anterioare sunt albe, la fel ca părțile exterioare ale labelor din spate. Partea superioară a cozii are o dungă neagră-maronie. În timpul iernii, blana sa devine mai groasă și capătă o nuanță de gri-nisipos.

## Răspândire și habitat
Specia Lepus tibetanus este nativă în Asia Centrală, arealul său extinzându-se în Afganistan, partea de nord a Pakistanului, Mongolia, Xinjiang, Gansu, Mongolia Interioară și în partea de nord a Chinei. Specia este găsită la altitudini de până la circa 3.500–4.000 de metri în zone de deșert și de semideșert, deșerturi cu arbuști, pășuni și stepe.

## Comportament și reproducere
Specia Lepus tibetanus este erbivoră; dieta sa include rădăcini, frunze, tulpini, fructe și semințe. Se hrănește mai ales la amurg, dar uneori iese și în timpul dimineții. Ca și alți iepuri, nu își sapă o vizuină, dar stă ascuns într-o adâncitură superficială. Femela naște de trei ori pe an, de obicei câte 3–10 pui.

## Stare de conservare
Specia Lepus tibetanus are un areal larg dar numărul populației și evoluția acestuia sunt necunoscute. Uniunea Internațională pentru Conservarea Naturii a clasificat specia drept neamenințată cu dispariția întrucât nu pare să fie amenințată în mod deosebit, iar dacă populația este în scădere specia nu a fost inclusă într-o categorie mai amenințată pentru că probabil populația scade încet.